# Helga Margrét Þorsteinsdóttir
Helga Margrét Thorsteinsdóttir (en islandais, Helga Margrét Þorsteinsdóttir, née le 15 novembre 1991 à Reykjavik) est une athlète islandaise, spécialiste des épreuves combinées.

## Carrière
Avec un meilleur total de 5 878 points, obtenu à Kladno le 24 juin 2009, elle est également médaille de bronze l'année suivante aux Championnats du monde junior d'athlétisme 2010 à Moncton, avec 5 706 points. Elle avait terminé 7e à Bydgoszcz en 2008 et 5e à Ostrava en 2007.
Elle met un terme à sa carrière en 2012 à 21 ans pour se consacrer à ses études de médecine.

## Palmarès
| Date | Compétition                    | Lieu      | Résultat | Épreuve    | Points |
| ---- | ------------------------------ | --------- | -------- | ---------- | ------ |
| 2007 | Championnats du monde jeunesse | Ostrava   | 5e       | Heptathlon | 5 405  |
| 2008 | Championnats du monde juniors  | Bydgoszcz | 7e       | Heptathlon | 5 516  |
| 2009 | TNT - Fortuna Meeting          | Kladno    | 3e       | Heptathlon | 5 878  |
| 2010 | Championnats du monde juniors  | Moncton   | 3e       | Heptathlon | 5 706  |
| 2010 | Championnats d'Europe          | Barcelone | —        | Heptathlon | DNF    |
| 2011 | Championnats d'Europe espoirs  | Tampere   | —        | Heptathlon | DNF    |

## Records
| Épreuve    | Performance    | Lieu    | Date           |
| ---------- | -------------- | ------- | -------------- |
| Heptathlon | 5 878 pts (NR) | Kladno  | 24 juin 2009   |
| Pentathlon | 4 298 pts (NR) | Tallinn | 4 février 2012 |